# La volta al món en vuitanta dies
|  | Aquest article tracta sobre la novel·la. Vegeu-ne altres significats a «La volta al món en vuitanta dies (desambiguació)». |

La volta al món en vuitanta dies (en francès, Le Tour du monde en quatre-vingts jours) és una novel·la d'aventures de l'escriptor francès Jules Verne (1828-1905) que fou escrita el 1872, el mateix any en què se situa l'acció, i publicada per capítols a Le Temps entre el 6 de novembre i el 22 de desembre de 1872; posteriorment s'edità en forma de llibre el 1873. A la història, Phileas Fogg, de Londres, i el seu empleat Passepartout fan un intent de circumval·lar el món en vuitanta dies per una aposta de 20.000 lliures feta amb els seus amics del Reform Club londinenc. Les innovacions tecnològiques del segle xix havien obert la possibilitat de circumnavegar el món ràpidament, i la perspectiva fascina Verne i el seu públic. El llibre podria haver estat inspirat per les accions de l'empresari i explorador americà George Francis Train, que va aconseguir realitzar aquesta empresa l'any 1870.

## Trama
Phileas Fogg és un home ric, pesat, reservat, solter, amb uns costums molt regulars i metòdics. Mai no deixa revelar cap emoció i proporciona tranquil·litat sent extremament previsor i silenciós. La font dels seus recursos econòmics és desconeguda; sens gaire luxe, porta una vida molt metòdica. Acomiadat el seu antic criat, James Foster, per haver-li portat l'aigua per fer-se la barba dos graus més freda del que estava previst, i contracta Passepartout, un francès al voltant de la trentena, intel·ligent i afectuós amb el seu amo. Més tard, al Reform Club, d'on Fogg és soci i on cada dia arriba caminant fent el mateix nombre de passes, tindrà una discussió amb cinc socis més sobre un article al The Daily Telegraph que destaca el fet que, gràcies a l'obertura d'una nova línia de ferrocarril a l'Índia, ara serà possible fer la volta al món en vuitanta dies. Això motivarà una juguesca econòmica que provocarà l'inici de les aventures de Fogg i la seva volta al món.

## Itinerari del viatge
El viatge narrat comença el de 1872. Phileas Fogg, acompanyat pel seu criat, mira de trepitjar exclusivament territori britànic durant quasi tot el viatge, cosa no gaire complicada en aquella època, ja que l'Imperi Britànic es trobava en el moment de màxima expansió.
El viatge va seguir l'itinerari previst al diari The Daily Telegraph, que va suposar la base de l'aposta.

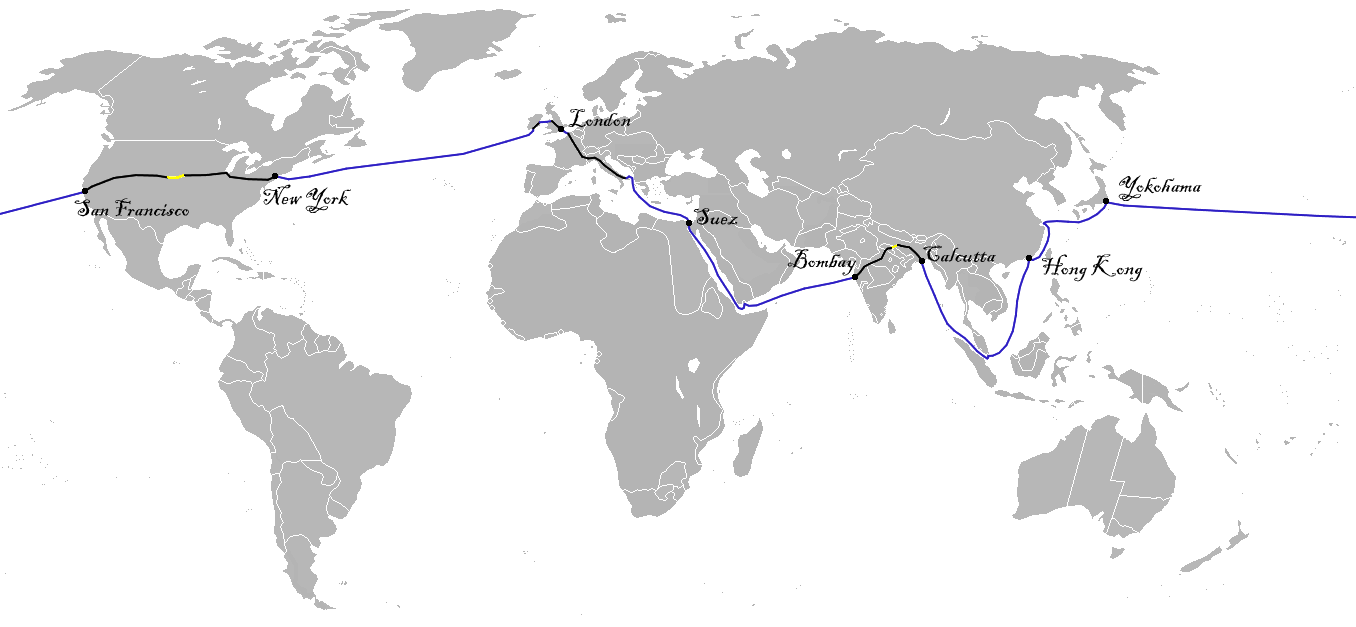
Mapa del viatge. Els límits geogràfics dels països són de l'època.
Blau: Vaixell de vapor
Negre: Ferrocarril Groc: Altres mitjans

| Trajecte                  | Mitjà de transport             | Durada  |
| ------------------------- | ------------------------------ | ------- |
| Londres a ciutat de Suez  | ferrocarril i vaixell de vapor | 7 dies  |
| Suez a Bombai             | vaixell de vapor               | 13 dies |
| Bombai a Calcuta          | ferrocarril i elefant          | 3 dies  |
| Calcuta a Hong Kong       | vaixell de vapor               | 13 dies |
| Hong Kong a Yokohama      | vaixell de vapor               | 6 dies  |
| Yokohama a San Francisco  | vaixell de vapor               | 22 dies |
| San Francisco a Nova York | ferrocarril i trineu de vela   | 7 dies  |
| Nova York a Londres       | vaixell de vapor               | 9 dies  |
| Volta al món              | Total                          | 80 dies |

## Temes tractats a la novel·la
- La fidelitat, entre altres exemples, quan Phileas renuncia al seu viatge per anar a salvar Passepartout, que és presoner dels sioux.
- La importància de l'honor i de la paraula donada.
- L'excentricitat i la flegma.
- La diversitat cultural, la cultura de les diferents persones que troben durant el seu recorregut.
- Consideracions sobre el concepte de distància i la seva reducció provocada pels nous mitjans de comunicació.

## Personatges

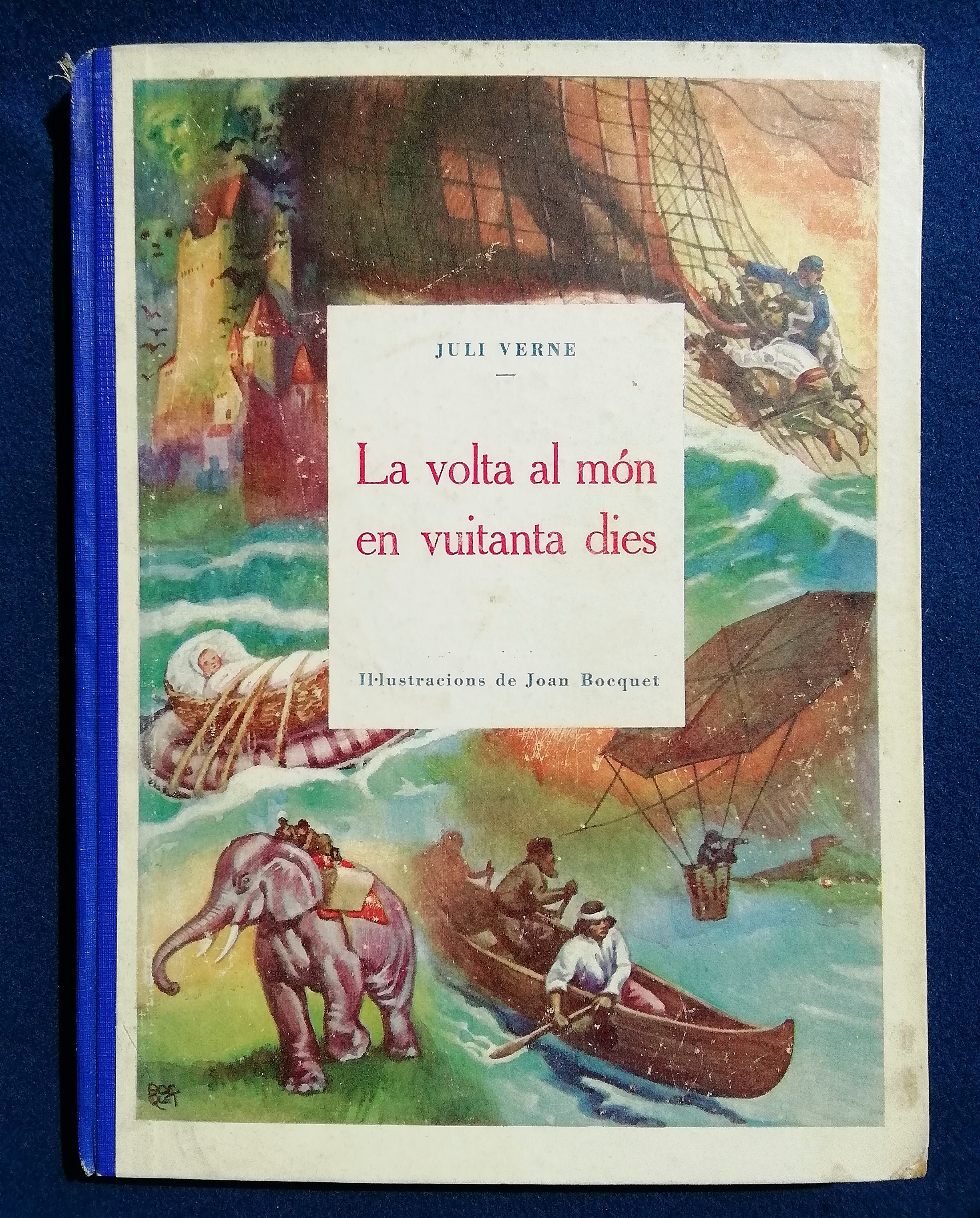
La volta al món en vuitanta dies, traducció catalana de l'any 1927 publicada a Barcelona.

Phileas Foggun home de l'alta societat anglesa i protagonista del llibre. Personatge fred i calculador.
Jean Passepartoutcriat francès de Fogg, i, al contrari que aquest, molt espontani i eixelebrat.
Fixinspector de Scotland Yard, implacable perseguidor de Fogg per tot el món.
Mistress Aouidajove dama que Fogg deslliura i salva de morir cremada a l'Índia, i que l'acompanya en la resta del viatge. N'acaba enamorat i és el principal "premi" de la seva volta al món.
Sir Francis Cromartymilitar de l'exèrcit britànic a l'Índia, que comparteix viatge i aventures per aquest territori.
James Forsteranterior criat de Fogg abans de contractar Passepartout. Acomiadat per dur a Fogg l'aigua per a rentar-se amb 2 graus de diferència.
Andrew Stuart, John Sullivan, Samuel Fallentin, Prens Flanagan i Gauthier Ralphels cinc socis del Reform Club que discuteixen amb Fogg sobre la possibilitat de fer la volta al món en vuitanta dies, discussió que acabarà amb una aposta de 20.000 lliures.
Jutge Obadiah i secretari Oysterpofque jutgen els protagonistes a Calcuta.
John Bunsbypatró de la Tankadera, goleta que els transporta de Hong Kong a Xangai.
William Batulcarpropietari del circ en el qual ingressa Passepartout per poder viatjar als Estats Units.
Stamp Proctorcoronel que a San Francisco, dona un cop de puny a Fix i que està a punt de batre's en duel amb Fogg.
William Hitchmissioner que van conèixer en el tren viatjant a l'Ocean to Ocean.
Mugdeconductor del trineu que fan servir en una part del recorregut per Amèrica davant la falta de vies de tren.
Andrew Speedycapità del Henrietta, vapor en el qual fan el trajecte de Nova York a Queenstown, a Irlanda.
James Strandautèntic lladre del Banc d'Anglaterra.
Dorothydona de Fix, l'acompanya en el seu viatge i l'ajuda a capturar els suposats lladres.

## La versió original del llibre
- Jules Verne, Le Tour du monde en quatre-vingts jours, sèrie Les Voyages extraordinaires, J. Hetzel, Paris, 1873.

Una reproducció d'aquesta edició és consultable a la pàgina web Gallica, la biblioteca digital de la Bibliothèque nationale de France.

## Adaptacions
- Pel·lícula estatunidenca de 1956 La volta al món en vuitanta dies dirigida per Michael Anderson; amb David Niven i Cantinflas.
- Pel·lícula estatunidenca de 2004 La volta al món en 80 dies dirigida per Frank Coraci; amb Steve Coogan i Jackie Chan.
- La sèrie de dibuixos animats amb el nom La volta al món de Willy Fog, una coproducció de Televisión Española i BRB Internacional de 1983.
- Minisèrie en tres parts de 1989 dirigida per Buzz Kulik i interpretada per Pierce Brosnan, Eric Idle, Julia Nickson-Soul i Peter Ustinov.
- Obra de teatre musical en dos actes de 2012 La volta al món en 80 dies (2011) amb text de Míriam Vila Figueras i música de Joan B. Torrella Ibáñez estrenada a Sabadell el 3 de març de 2012.